# Haakon al VII-lea al Norvegiei
Haakon al VII-lea (Prințul Carl al Danemarcei, născut Christian Frederik Carl Georg Valdemar Axel) (3 august 1872 – 21 septembrie 1957) a fost primul rege al Norvegiei după disoluția uniunii dintre Norvegia și Suedia din 1905. Fiind unul dintre puținii monarhi aleși, Haakon a câștigat rapid respectul și afecțiunea poporului său. 

## Biografie
Prințul este ales în urma unui plebiscit, prin care obține 80% din sufragii. Își alege numele de Haakon al VII-lea și schimbă numele fiului său Alexander în Olav. Încoronarea oficială are loc la 22 iunie 1906, în catedrala de la Trondheim. Haakon al VII-lea domnește 52 de ani, timp în care reușește să păstreze independența statului său, chiar cu prețul exilului. În timpul celui de-al doilea război mondial Norvegia, deși își proclamă neutralitatea, este invadată de trupele germane.
Regele este amenințat de Hitler, care-i propune să capituleze și să numească ca prim-ministru pe pronazistul Vidkun Quisling. Haakon refuză și se retrage, împreună cu miniștrii săi, la Londra, de unde domnește vreme de 5 ani. La întoarcerea în țară, la 7 iunie 1945, poporul îl întâmpină cu entuziasm și îl numește „tatăl națiunii”.
Haakon moare la 21 septembrie 1957, după ce suferă o fractură de col femural.

## Arbore genealogic
1. ↑   http://www.royalcourt.no/artikkel.html?tid=28678 Lipsește sau este vid: |title= (ajutor)